# 梅赛德斯-AMG GT
梅赛德斯-AMG GT是德国汽车制造商梅賽德斯-AMG生产的超级跑车，梅赛德斯-AMG GT也是梅赛德斯-AMG完全自主研發的第二款跑车。梅赛德斯-AMG GT于2014年9月9日推出，并于2014年10月在巴黎车展上正式亮相。  梅赛德斯-AMG GT的组装地點位於德国辛德尔芬根的梅赛德斯-奔驰工厂。